# اوستراشیتسه
اوستراشیتسه (به چکی: Ústrašice) یک منطقهٔ مسکونی در جمهوری چک است که در شهرستان تابور واقع شده‌است.
 اوستراشیتسه ۷٫۴ کیلومتر مربع مساحت و ۲۳۷ نفر جمعیت دارد و ۴۰۵ متر بالاتر از سطح دریا واقع شده‌است.